# 希默爾普福滕豪斯湖

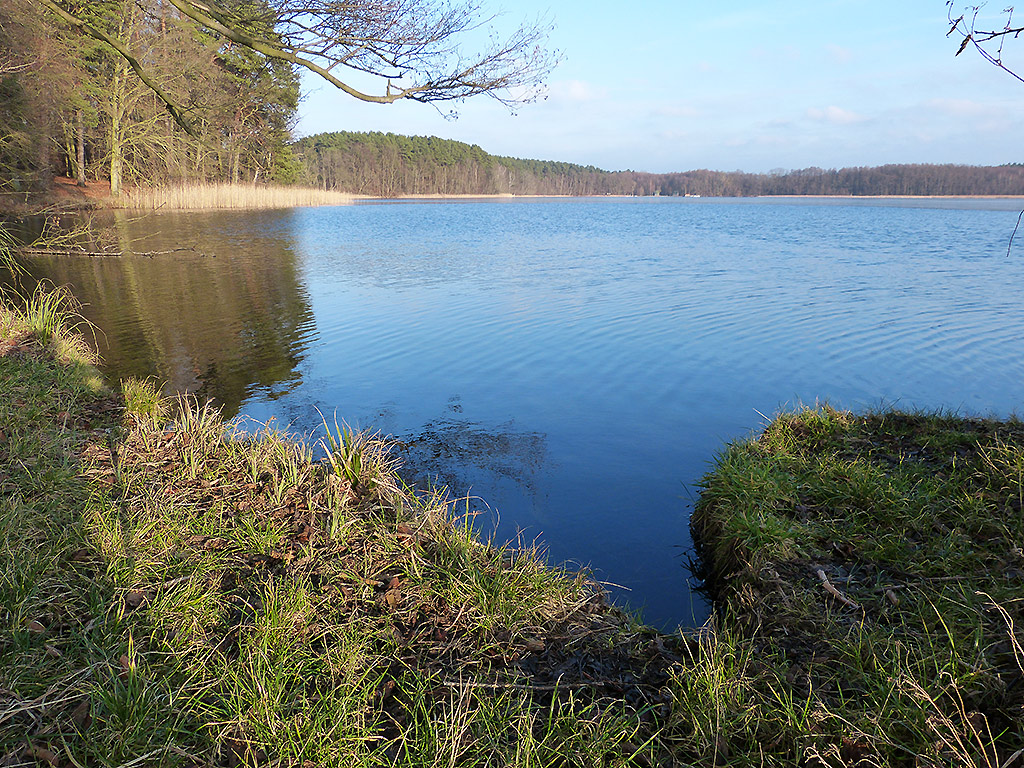

53°10′51″N 13°14′24″E / 53.180715°N 13.239940°E
希默爾普福滕豪斯湖（德語：Himmelpforter Haussee），是德國的湖泊，位於該國西南部，由勃蘭登堡州負責管轄，處於上哈弗爾縣，長1.3公里、寬0.5公里，面積0.5平方公里，海拔高度52米，最大水深5米。